# Печерский, Олег Петрович
Олег Петрович Печерский (1936—2005) — директор НТЦ «Сириус» НИИ электрофизической аппаратуры (Санкт-Петербург), лауреат Государственной премии СССР (1981).
Родился 10 июля 1936 г. в Ростове-на-Дону.
Окончил МИФИ по специальности «автоматика и электроника» (1962).
В 1955-1974 гг. во ВНИИЭФ: техник, инженер, старший научный сотрудник.
С 1974 г. работал в НИИ электрофизической аппаратуры (НИИЭФА имени Д. В. Ефремова) (Ленинград): старший научный сотрудник (1974), начальник новой лаборатории №14 (с 1974), начальник отдела, директор НТЦ.
Сфера научных интересов: сильноточные импульсные ускорители.
Один из разработчиков ускорителя частиц Ангара 5-1.
Доктор технических наук (1985). Профессор.
Лауреат Государственной премии СССР 1981 года — за цикл работ по разработке научно-технических основ и созданию мощных импульсных электронных ускорителей с водяной изоляцией.
Сочинения:
- Электрическая прочность и вероятность пробоя высоковольтной изоляции наносекундных ускорителей / О. П. Печерский, В. И. Четвертков. - Л. : НИИЭФ, 1982. - 35 с. : граф.; 20 см. - (Препринт. / НИИ электрофиз. аппаратуры им. Д. В. Ефремова. НИИЭФА П-К-0564
- Предельные токи релятивистских электронных пучков, не полностью заполняющих вакуумный канал / Г. А. Вязьменова, В. С. Кузнецов, П. В. Михайлов, О. П. Печерский. - Л. : НИИЭФА, 1983. - 14 с. : граф.; 21 см. - (Препринт. / НИИ электрофиз. аппаратуры им. Д. В. Ефремова. НИИЭФА П-К-0607
- Баранов Б.П., Борисов В.И., Иванов Б.А., Лекомцев В.А., Павлов Е.П., Печерскяй О.П. Исследование плазменного прерывателя

при больших длительностях пропускания тока: Препринт С.У-ОбОЗ. SG: ЦНЖатомннформ, 1988, 30 с.
Семья: жена, двое детей.